# Rostam Batmanglij
Rostam Batmanglij, noto anche solo come Rostam (Washington, 28 novembre 1983), è un produttore discografico, musicista e cantante statunitense.

## Biografia
Nato e cresciuto a Washington, ha origini iraniane. Sua madre Najmieh Batmanglij è cuoca e autrice di libri di cucina, mentre suo fratello Zal Batmanglij è un regista e sceneggiatore.
Nel 2006 ha cofondato il gruppo indie rock Vampire Weekend. La band ha pubblicato il primo ed eponimo album Vampire Weekend nel gennaio 2008. Rostam Batmanglij è stato produttore di questo disco.
Il successivo album della band Contra, uscito nel gennaio 2010, è stato anch'esso prodotto da Batmanglij e pubblicato da XL Records. Oltre che produttore, nell'album è chitarrista, tastierista, cantante e autore.
Nel maggio 2013 viene pubblicato il terzo album del gruppo Modern Vampires of the City, anticipato nel mese di marzo dal doppio singolo Diane Young/Step. Il disco ha vinto il Grammy Award al miglior album di musica alternativa ai Grammy Awards 2014.
Nel gennaio 2016 Rostam annuncia di aver lasciato i Vampire Weekend per dedicarsi a progetti da solista, ma che avrebbe continuato a collaborare con Ezra Koenig, altro membro della band, in futuro.
Inizia quindi a registrare con Wes Miles, voce del gruppo Ra Ra Riot, su un progetto che sarebbe confluito nel gruppo Discovery. Il primo e unico album di questo gruppo, intitolato semplicemente LP, è stato pubblicato il 7 luglio 2009. Nel settembre 2011 pubblica una traccia da solista intitolata Wood. 
Nel 2014 ha collaborato con la cantante Charli XCX producendo i brani Need Ur Luv e Kingdom. Nel 2015 lavora con Carly Rae Jepsen per il suo terzo album in studio Emotion.
Nel settembre 2016 pubblica un album collaborativo con il cantante Hamilton Leithauser (membro dei The Walkmen) dal titolo I Had a Dream That You Were Mine.
Dopo una serie di singoli, nel settembre 2017 pubblica il suo primo album in studio da solista intitolato Half-Light, per Nonesuch Records.
Nel 2019 ha prodotto l'album Immunity di Clairo. Nel 2020 è coproduttore e musicista nell'album Women in Music Pt. III delle Haim.
Nel giugno 2021 pubblica il secondo album in studio dal titolo Changephobia (Matsor Projects), da lui prodotto.
Nel 2023 produce l'album Euphoric di Georgia e l'album Sorry I Haven't Called della cantante camerunese naturalizzata statunitense Vagabon.

## Discografia

### Album in studio
Solista
- 2017 - Half-Light
- 2021 - Changephobia

con i Vampire Weekend 
- 2008 - Vampire Weekend
- 2010 - Contra
- 2013 - Modern Vampires of the City

## Colonne sonore
- 2011 - Sound of My Voice
- 2014 - This Is Our Youth (produzione di Broadway)
- 2016 - The OA (serie TV)
- 2023 - La versione persiana (The Persian Version)